# 法善寺
法善寺（ほうぜんじ）は、大阪府大阪市中央区難波にある浄土宗の寺院。山号は天龍山。本尊は阿弥陀如来。全身が苔むした姿の「水掛不動」が有名である。千日念仏を行ったことから俗に千日寺と呼ばれ、千日前の地名は当寺の門前に由来する。

## 概要

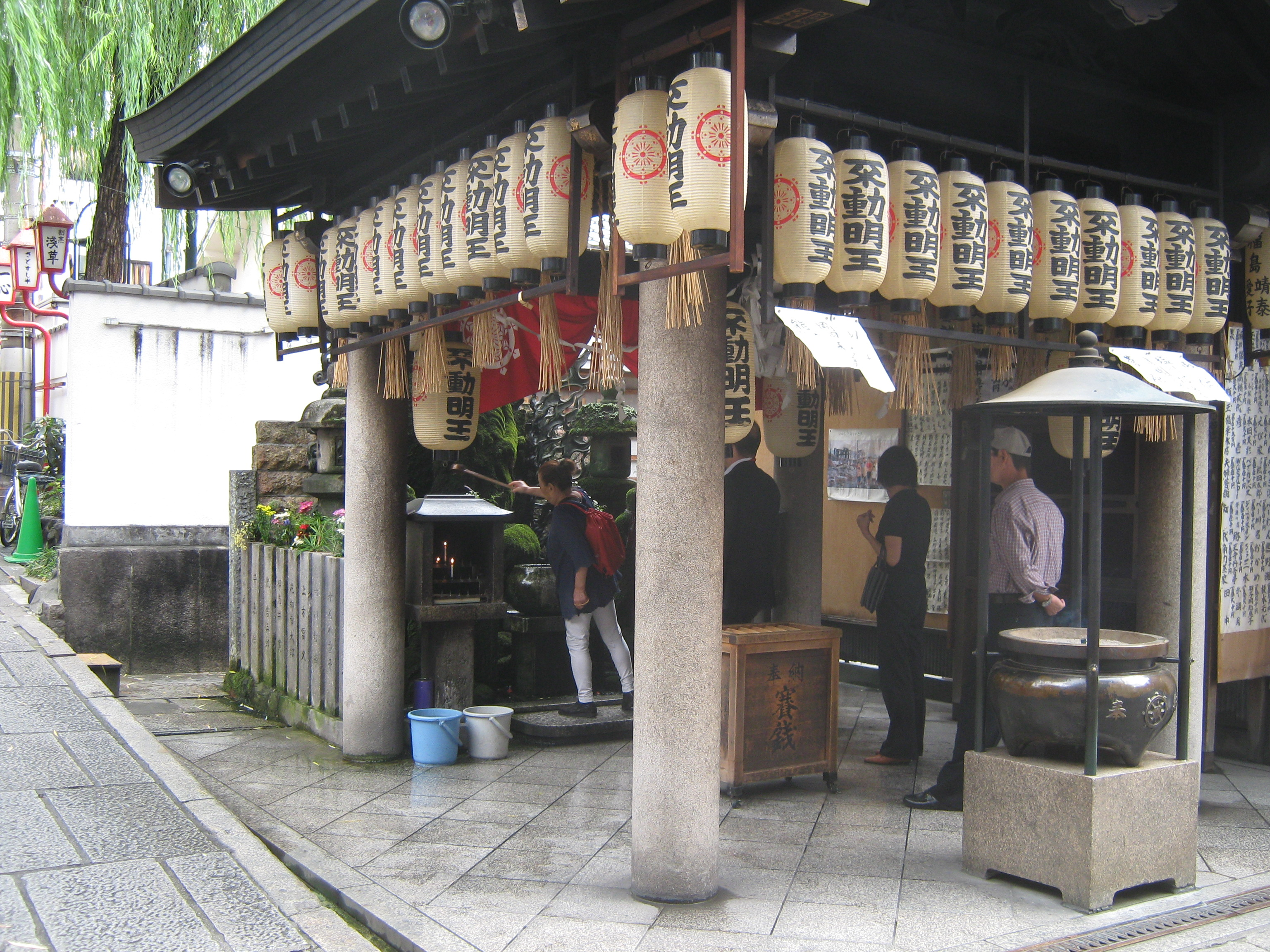
水掛不動を訪れる人が絶えない

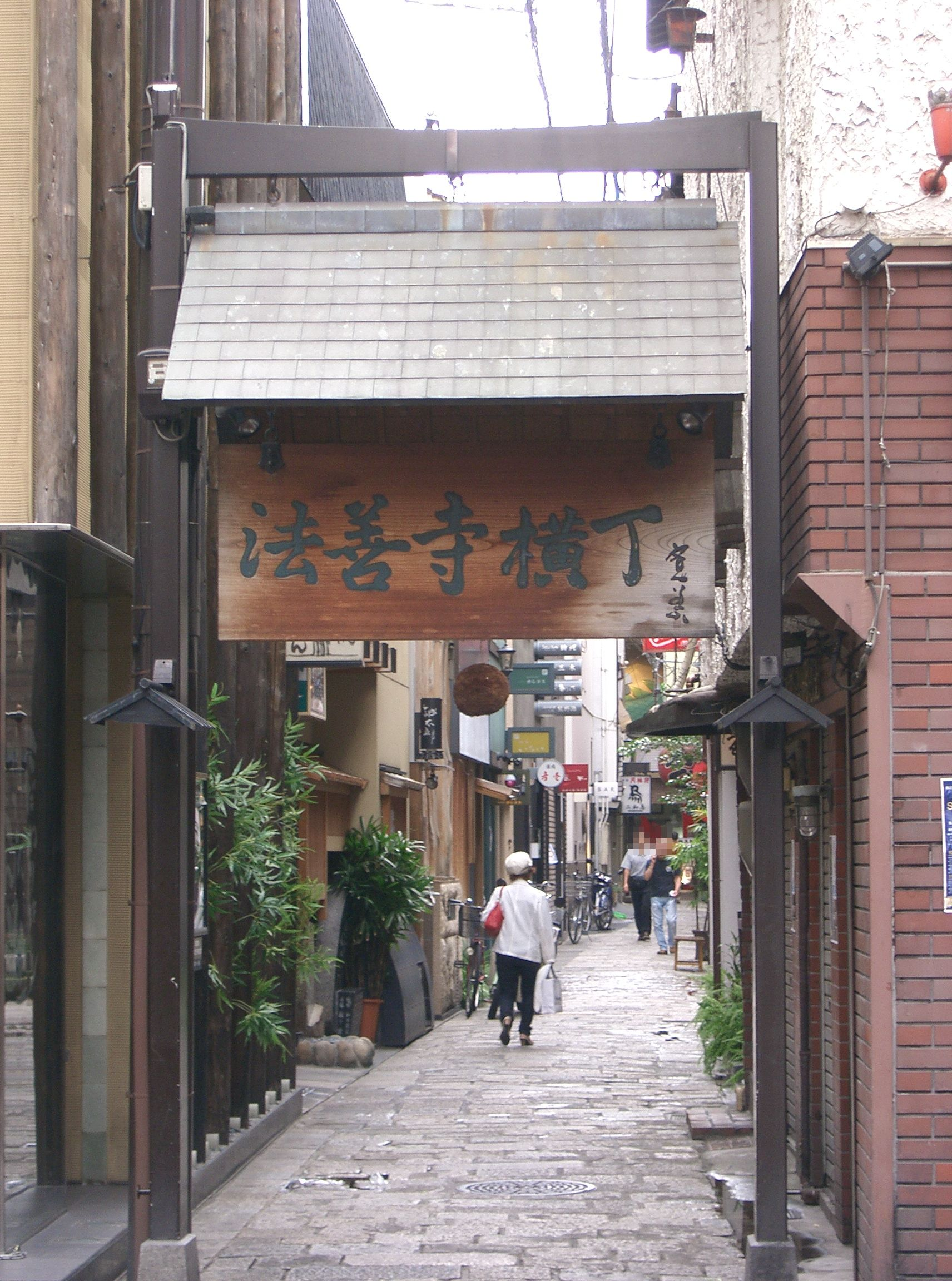
法善寺横丁

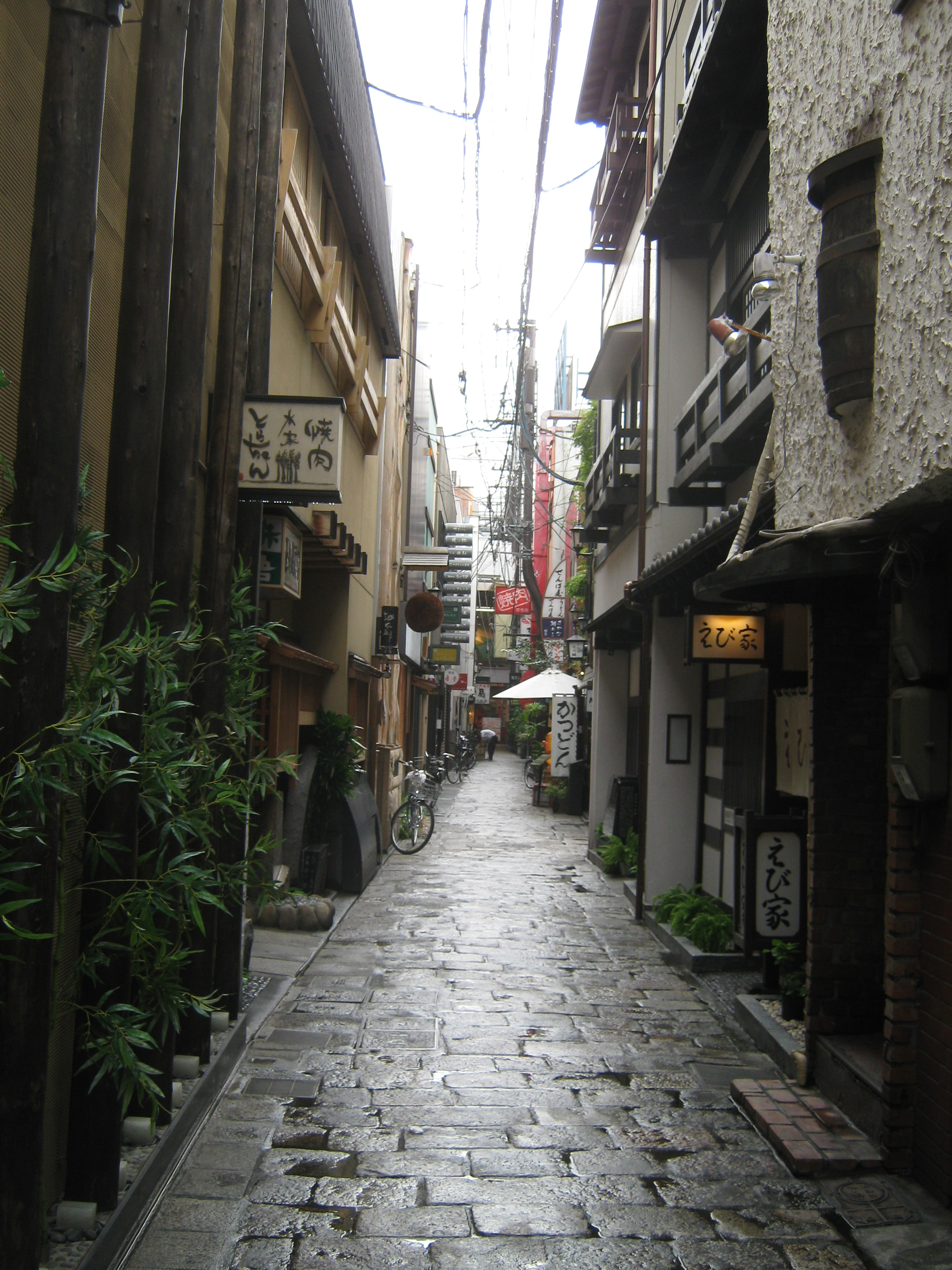
法善寺横丁

山城国宇治郡北山村に琴雲上人が開山として法善寺を建立する。寛永14年（1637年）、金比羅天王懇伝の故事により中誉専念上人が現在地に移転する。他説では、同年に現在の大阪市天王寺区上本町8丁目より現在地に移り、寛永21年（1644年）から千日念仏回向が始まったという。
文政2年（1828年）に焼失するが、澄誉が再建する。嘉永5年（1852年）、再び焼失する。しかし、安政2年（1855年）に見誉が再建した。
1945年（昭和20年）3月13日・14日の第1回大阪大空襲で水掛不動明王を残し、すべて焼失する。
1955年（昭和30年）頃、大阪市天王寺区生玉寺町にある同じ浄土宗の寺院であり、大阪新四十八願所阿弥陀巡礼第37番札所である長圓寺と縁を結ぶ。1960年（昭和35年）頃、金毘羅堂や庫裡などは再建できたが、本堂は再建できていなかった。そこで、法善寺は長圓寺を法善寺別院とし、そこに本尊の阿弥陀如来を移して法善寺本堂を建立する。

## 法善寺横丁
当寺院の北側にあり、東西に走る細い通り。元は境内だったことから法善寺裏、法善寺露地などと呼ばれていた。昭和初期に小説『夫婦善哉』や『法善寺横丁』に登場して有名になり、横丁の名が定着した。
2002年9月9日、隣接する旧中座の解体工事中のガス爆発事故により19店舗が焼失。法規制により原状への再建が危ぶまれたが、2004年3月にかけて順次、営業再開することが出来た。

## 交通
最寄バス停
- 「戎橋」バス停
  - 大阪シティバス 73号系統

最寄駅
- 地下鉄なんば駅
  - 御堂筋線・千日前線
- 大阪難波駅
  - 近鉄難波線・阪神なんば線